# بلدة كارب ليك (مقاطعة أونتوناغون)
كارب ليك، مقاطعة أونتوناغون (بالإنجليزية: Carp Lake Township, Ontonagon County, Michigan)‏ هي بلدة تقع بولاية ميشيغان في الولايات المتحدة. تبلغ مساحتها 585 (كم²)، وترتفع عن سطح البحر 313 م، بلغ عدد سكانها 891 نسمة في عام تعداد الولايات المتحدة 2000 حسب إحصاء مكتب تعداد الولايات المتحدة وتصل الكثافة السكانية فيها 1.5 نسمة/كم2.

## وصلات خارجية
- The US50 - Cities and Towns in Michigan State
- Michigan Cities and Towns, Facts, Map, Flag, Colleges, Government, and More